# Саут Брус Пенинсула (Онтарио)
Саут Брус Пенинсула (енгл. South Bruce Peninsula) је градић у Канади у покрајини Онтарио. Према резултатима пописа 2011. у граду је живело 8.413 становника.

## Становништво
Према резултатима пописа становништва из 2011. у граду је живело 8.413 становника, што је за 0,0% више у односу на попис из 2006. када је регистровано 8.415 житеља.
| 2006. | 2011. |
| ----- | ----- |
| 8.415 | 8.413 |